# Biserica Adormirea Maicii Domnului din Baia
Biserica Adormirea Maicii Domnului din Baia este o biserică ortodoxă ctitorită de Petru Rareș în anul 1532 în satul Baia (județul Suceava). 
Biserica "Adormirea Maicii Domnului" din Baia a fost inclusă pe Lista monumentelor istorice din județul Suceava din anul 2015 la poziția 197, având codul de clasificare cod LMI SV-II-m-A-05490.  Pe această listă este specificat anul 1530 ca an al construcției bisericii.

## Istoricul localității
Localitatea Baia, situată la 7 km sud-vest de orașul Fălticeni și străbătută de râul Moldova, este una dintre cele mai vechi localități din Moldova medievală. Documente străvechi menționează pe la 1300 Baia și Câmpulung-Muscel (din Țara Românească) ca așezări orășenești (civitas).  În documentele scrise în limba latină, așezarea apare cu denumirea de Civitas Moldaviensis. 
Un document străin din 1339 menționează Baia ca fiind "cel mai mare oraș de la est de Carpați". Localitatea era un târg important, locuit de negustori și meșteșugari de origini etnice diferite (români, sași, unguri, armeni). Baia a devenit cea dintâi capitală a statului feudal Moldova, confirmat prin actele cancelariei lui Ludovic de Anjou. În anul 1359 Târgul Moldovei a dat numele său întregului teritoriu al țării care s-a eliberat de sub dependența maghiară și a devenit stat feudal de sine stătător, sub Bogdan I Voievod (1359–1365). Sigiliul târgului a purtat inscripția latină: „Sigiliul orașului Moldavia, capitala Țării Moldovenești“. Sub urmașii acestuia, în timpul lui Lațcu Vodă (1365-1373), capitala s-a mutat la Siret, iar în anul 1388, sub domnia lui Petru Mușat (1375-1391), a fost fixată în orașul Suceava.
Lupta de la Baia din 14-15 decembrie 1467 între oștile moldovenești conduse de domnitorul Ștefan cel Mare și cele ungurești ale regelui Matia Corvin au dus la distrugerea orașului. 
Deoarece Baia era un oraș important al Moldovei, aici au fost construite mai multe lăcașuri de cult printre care două biserici ortodoxe: una ctitorită de către Ștefan cel Mare (Biserica Albă din Baia) și alta ctitorită de Petru Rareș (Biserica Adormirea Maicii Domnului din Baia), precum și o catedrală catolică construită de Alexandru cel Bun (Catedrala Catolică din Baia, ale cărei ruine se mai văd și astăzi).
Cu timpul, pe măsura dezvoltării altor orașe, Baia a început să decadă. Dacă în 1599 un călător apusean scria că în Baia erau 3.000 case (adică circa 15.000 locuitori), peste aproape un secol (în 1691) un alt călător străin scria că "orașul Cotnari și orașul Baia sunt cu totul deșarte". 

## Istoricul bisericii

### Ctitorire

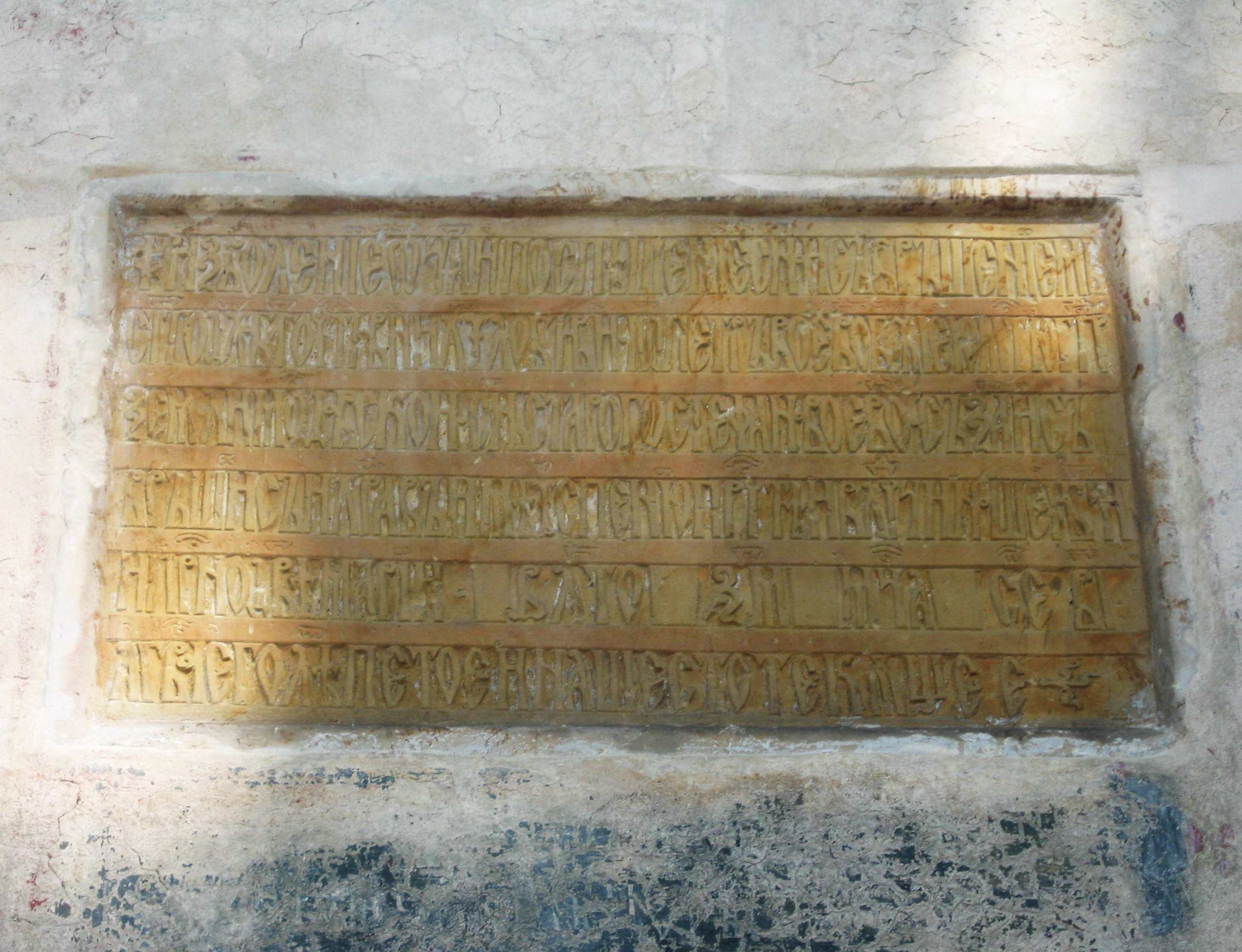
Pisania bisericii

Săpăturile arheologice efectuate în ultimul deceniu al secolului al XX-lea atât în interiorul Bisericii "Adormirea Maicii Domnului din Baia", cât și în întreaga incintă a monumentului, au dus la descoperirea temeliei (un parament de 0,40 m) unei alte biserici construită anterior celei ridicate de Petru Rareș, precum și a unor monede voievodale din vremea lui Ștefan cel Mare, Petru Rareș și Alexandru Lăpușneanu. 
Biserica "Adormirea Maicii Domnului" din Baia a fost ctitorită în anul 1532 de domnitorul moldovean Petru Rareș (1527-1538, 1541-1546), fiul lui Ștefan cel Mare. Deasupra ușii de intrare se află o pisanie în limba slavonă cu următorul text: "Cu vrerea Tatălui și cu ajutorul Fiului și cu săvârșirea Sfântului Duh, binecredinciosul și iubitorul de Hristos, Io Petru Voievod, din mila lui Dumnezeu Domnul Țării Moldovei, fiul bătrânului Ștefan Voievod, a zidit și săvârșit acest hram întru numele Adormirii Precistei și stăpânei noastre Născătoare de Dumnezeu Maria, în anul 7040 luna septembrie 12, iar al domniei lui anul al cincilea și pe al șaselea curgător."  Lăcașul de cult a fost pictat atât în interior, cât și în exterior între anii 1535-1538 tot pe cheltuiala domnitorului. 
Cronicarul Grigore Ureche (c. 1590-1647) scrie astfel în "Letopisețul țărâi Moldovei, de când s-au descălecat țara și de cursul anilor și de viiața domnilor carea scrie de la Dragoș vodă până la Aron vodă" despre ctitoriile bisericești ale domnitorului Petru Rareș: "Iară daca să întoarse Pătru vodă de la Țara Ungurească, într-acéia laudă au sfârșit mănăstirea Pobrata, carea era zidită de dânsul și o au sfințit. Așijderea și mănăstirea Râșca au început. Din Dobrovățul încă au săvârșitu, de la Căpriiana mănăstirea au lucrat, încă și alte lucruri bune multe să află făcute de dânsul, cumu-i la mitropoliia de Roman și la mitropoliia de Suceava și la mănăstirea de Bistriță și bisérici de piiatră în Hârlău și în Bae și încă și alte lucruri bune multe să află în țară de dânsul făcute." 
Cercetările efectuate în ultimul deceniu al secolului al XX-lea, prilejuite de realizarea lucrărilor de restaurare, au condus la ipoteza existenței în faza primară a bisericii a unui pridvor deschis cu arcatura înaltă asemănătoare cu cea de la biserica Mănăstirii Moldovița sau de la biserica Mănăstirii Humor. Pridvorul avea un singur nivel, cu patru arce înalte, dintre care două cu parapet pe fațada de vest și câte unul pe laturile de nord și sud, pe unde erau și accesele din exterior. După opinia arhitectului Virgil Polizu, pridvorul inițial a fost modificat în urma unor deteriorări structurale majore în zidăria bisericii, datorate unor calcule eronate realizate de meșterii lui Petru Rareș.

### Reparații și restaurări

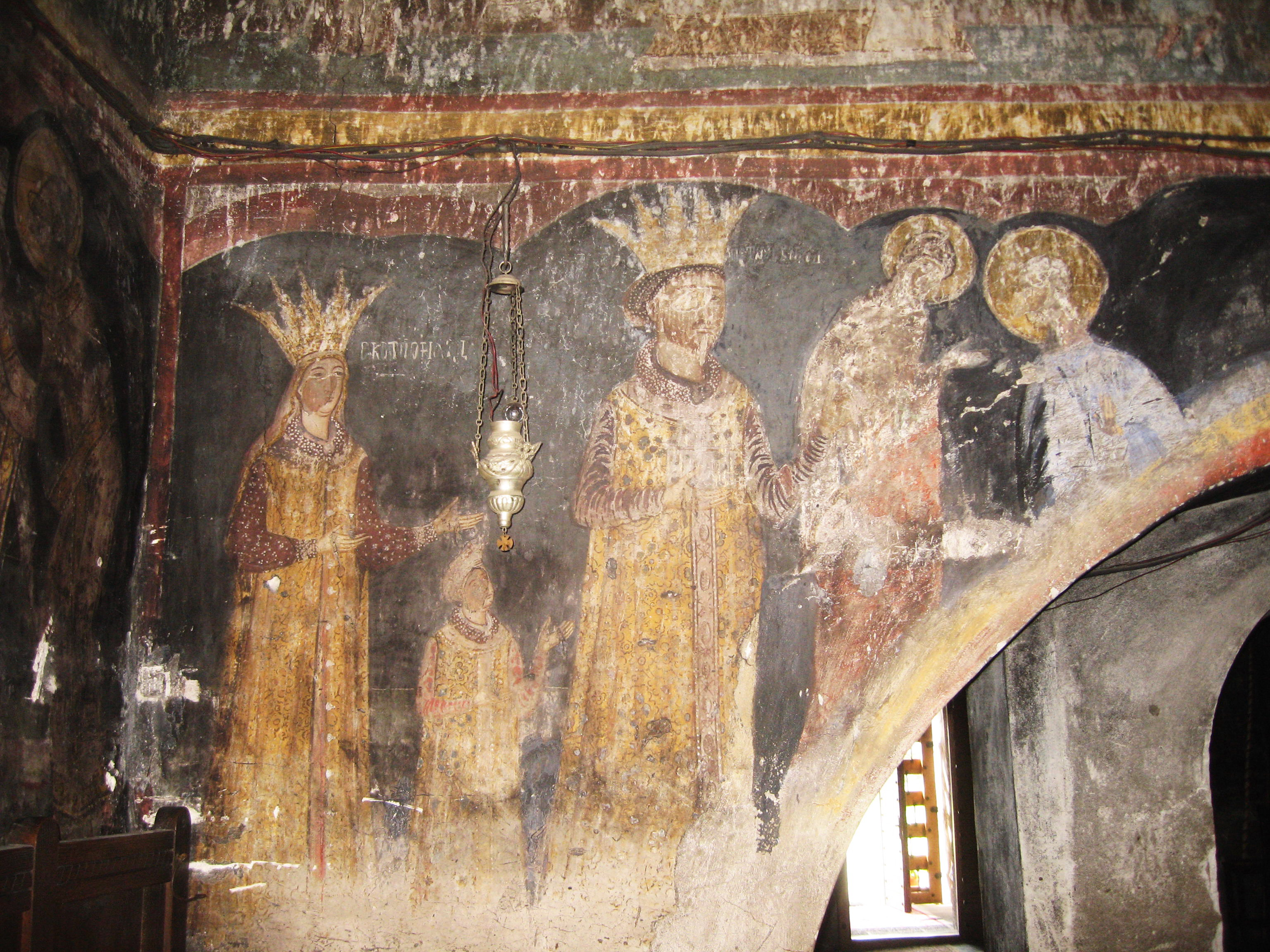
Tabloul votiv

În decursul timpului, lăcașul de cult a fost reparat de puține ori. O primă serie de lucrări de renovare a avut loc în anul 1925, în urma demersurilor istoricului Nicolae Iorga. În timpul celui de-al doilea război mondial, s-a aflat în zonă o linie a frontului, fiind pricinuite unele avarii vechiului lăcaș de cult. 
Ca urmare a deteriorării grave a structurii de rezistență a edificiului monument istoric prin infiltrarea apei în ziduri, au fost necesare lucrări de restaurare ale bisericii. Lucrările au fost începute în 1987 la comanda Mitropoliei Moldovei și Sucevei de un grup de specialiști aflat sub coordonarea arhitectului Virgil Antonescu (1909-?); lucrările s-au desfășurat cu intermitență din cauza lipsei fondurilor și au durat aproape două decenii. Echipa de restauratori a fost alcătuită, printre alții, din dr.arh. Virgil Polizu, ing. Alexandru Cișmigiu (care s-a ocupat de partea de consolidare) și antreprenorul Mihai Bradu.  
Pe lângă cercetările arheologice, s-a realizat consolidarea lăcașului de cult prin executarea de lucrări de dren în jurul bisericii (1992-1994), consolidarea bolților și a zidurilor cu grinzi și stâlpi de beton armat, înlocuirea totală a acoperișului (s-a înlocuit șarpanta de stejar și s-a amplasat o nouă învelitoare din tablă de zinc de 8 mm). După cum considera arhitectul Virgil Polizu, "refacerea șarpantei, învelitorii și streșinii, o reușită asemeni celei de la Arbore, datorită aceluiași sensibil arhitect care a fost Virgil Antonescu, a redat monumentului volumul său inițial, armonios și impozant, echilibrat în proporții și impunător în dimensiuni". 
În vara anului 1998, în urma săpăturilor făcute de un grup de arheologi ieșeni, s-a descoperit o ciupercă numită "Cancerul zidurilor", care făcea ca zidurile interioare să fie afectate de o igrasie progresivă. Mai multe comisii de specialiști au sosit la Baia pentru a hotărî asupra măsurilor necesare pentru salvarea și restaurarea picturii. 
În vederea consolidării zidurilor, frescele exterioare au trebuit să fie decapate, ele fiind replantate în 2006 de o echipă condusă de pictorul restaurator Ion Chiriac.  În interior, s-a amplasat o pardoseală din cărămidă specială, de Sighișoara. 
Lucrările de consolidare și restaurare au fost recepționate la 29 noiembrie 2005, în prezența următoarelor oficialități: inspectorii Simona Tacu și Cristina Vărzaru de la Ministerul Culturii și Cultelor, Cristian Filip Petrescu, directorul Oficiului Național al Monumentelor Istorice, Aurel Buzincu, directorul Direcției pentru Cultură și Culte Suceava, pr. consilier Gheorghe Brădățan de la Arhiepiscopia Sucevei și Rădăuților și protopopul Constantin Patrolea. Cu acest prilej, pr. paroh Vasile Hrestic a catalogat lucrarea ca fiind "cea mai consistentă, sistematică și complexă restaurare de la domnia lui Petru Rareș până în prezent”. 
În perioada derulării lucrărilor de consolidare a lăcașului de cult, slujbele bisericești au fost oficiate într-o biserică de lemn din apropiere. În anul 2004, cu prilejul comemorării a 500 de ani de la moartea marelui voievod al Moldovei, Ștefan cel Mare, arhiepiscopul Pimen Zainea al Sucevei și Rădăuților a dispus construirea a 6 biserici de lemn de dimensiuni mici în care să se oficieze slujbele bisericești pe parcursul restaurării bisericilor monument istoric (la Arbore, Baia, Bălinești, Părhăuți, Pătrăuți și Sfântu Ilie). 
În prezent, se dorește restaurarea frescelor interioare, deteriorate ca urmare a igrasiei și infiltrării apei.

## Descrierea bisericii

### Arhitectura
Analizând arhitectura Bisericii “Adormirea Maicii Domnului” din Baia, arhitectul Virgil Polizu o încadrează în grupul de biserici din prima jumătate a secolului al XVI-lea, "care preiau și prelucrează, aparent minimal, planul, arhitectura și decorația unor alte monumente premergătoare ca timp și aparținând în principal perioadei lui Ștefan cel Mare". 
Biserica "Adormirea Maicii Domnului" din Baia este construită din piatră și cărămidă, în plan rectangular, fără turlă. Absidele naosului sunt înscrise în grosimea zidurilor, iar absida altarului, de formă semicirculară, este decroșată față de restul construcției. Ea are fațadele simple, tencuite și văruite și fără nici un fel de decorații și nici cornișă. Soclul este din piatră cioplita.
Edificiul monument istoric este împărțit în pridvor, pronaos, naos și altar. Pridvorul are un etaj deschis prin patru arcade în arc frânt, acolo aflându-se clopotnița. Din punct de vedere al arhitecturii, edificiul este asemănător cu Biserica Duminica Tuturor Sfinților din Părhăuți, ctitorită de logofătul Gavriil Trotușan în 1522.  Pridvorul deschis al bisericii din Baia este asemănătoare astăzi cu cea a bisericii din Părhăuți, construită cu 10 ani mai devreme decât cea din Baia. 
După cum a rezultat în urma cercetărilor efectuate în ultimul deceniu al secolului al XX-lea, biserica a avut în faza primară un pridvor deschis cu arcatura înaltă asemănătoare cu cea de la biserica Mănăstirii Moldovița sau de la biserica Mănăstirii Humor. Pridvorul avea un singur nivel, cu patru arce înalte, dintre care două cu parapet pe fațada de vest și câte unul pe laturile de nord și sud, pe unde erau și accesele din exterior. Arhitectul Virgil Polizu menționează mai multe elemente care susțin această ipoteză: 
- se observă urmele de naștere ale bolții cilindrice de cărămidă ce acoperea transversal pridvorul, la partea superioară a camerei clopotelor;
- actuala boltă de peste parterul pridvorului actual are o zidărie neglijentă;
- colțul fostelor arcade laterale ale pridvorului este cutat și are piatra frumos finisată pe fațada interioară, pe toată înălțimea elevației, aspect observat în urma apariției de fracturi între navă și pridvor la nivelul cornișei și în special la nivelul pardoselii compartimentului clopotelor;
- existența unui masiv de zidărie pe fațada de vest, peste un gol destul de amplu ca deschidere;
- lipsa unui ancadrament sau a altor elemente de marcare, obișnuite în arhitectura epocii, la profilul de piatră a soclului, în dreptul golului de intrare.

Pridvorul inițial a fost modificat în urma unor deteriorări structurale majore în zidăria bisericii, ca urmare a unor calcule incorecte ale elementelor de rezistență.

### Pictura
Asemeni altor biserici ctitorite de Petru Rareș, și Biserica "Adormirea Maicii Domnului" din Baia a fost pictată între anii 1535-1538 atât în exterior, cât și în interior, tot pe cheltuiala domnitorului. Picturile murale ale bisericii din Baia erau contemporane cu cele de la Mănăstirea Humor. Pictura exterioară s-a păstrat mai bine pe peretele sudic și pe cel vestic, putându-se vedea imagini palide din „Asediul Constantinopolului“ sau din "Arborele lui Iesei". Pictura interioară nu este cea originală, ea fiind refăcută în mare parte. Pe peretele vestic din dreapta intrării în naos se află un tablou votiv în care sunt pictați ctitorul Petru Rareș, Doamna Elena și un copil, probabil Iliaș.  Cei trei sunt reprezentați în haine festive; domnitorul poartă pe cap, sub coroana voievodală, o bonetă brodată cu mărgăritare, iar Doamna Elena Rareș un văl lung care-i cade pe spate. 

## Imagini

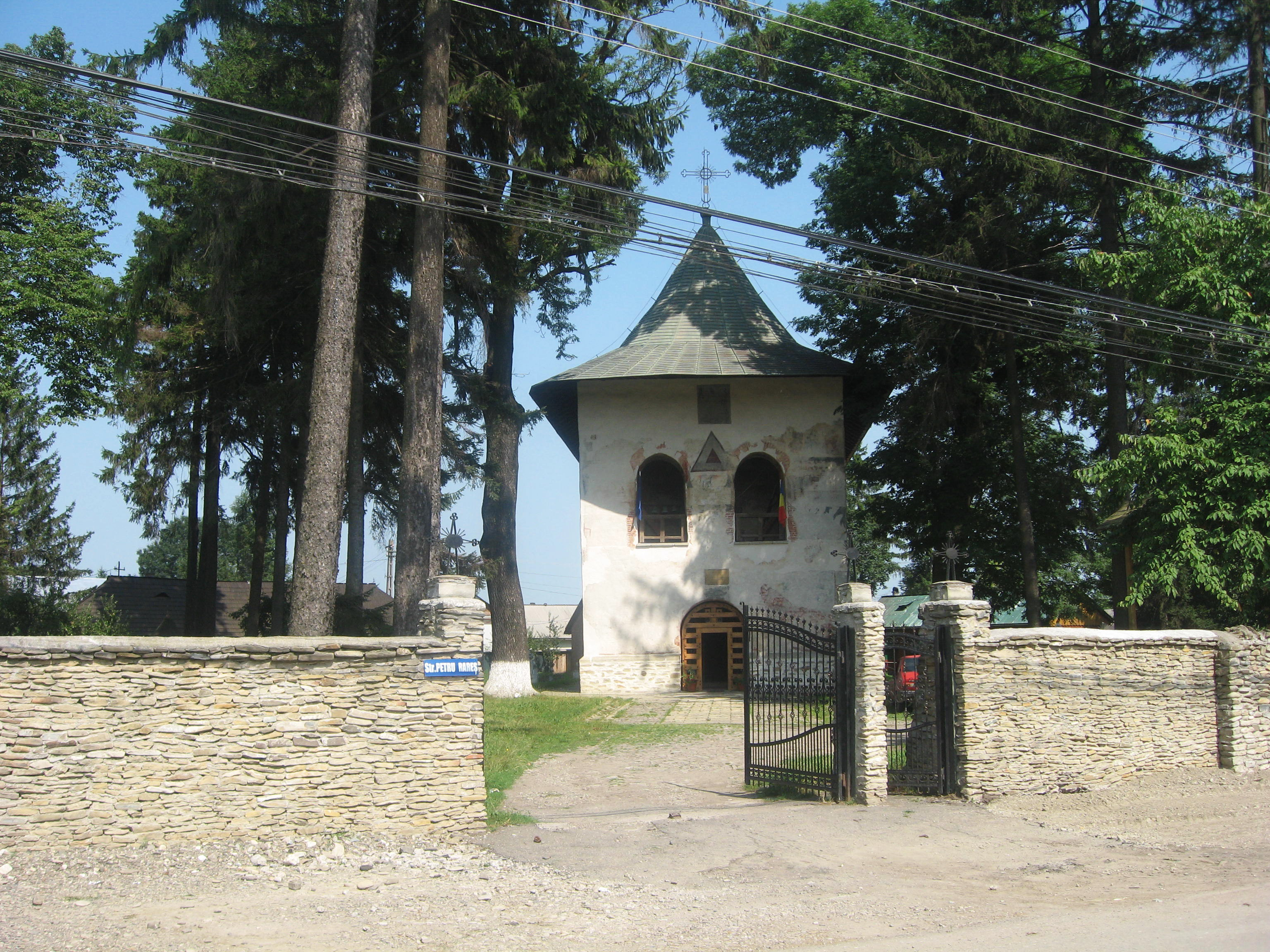
Biserica
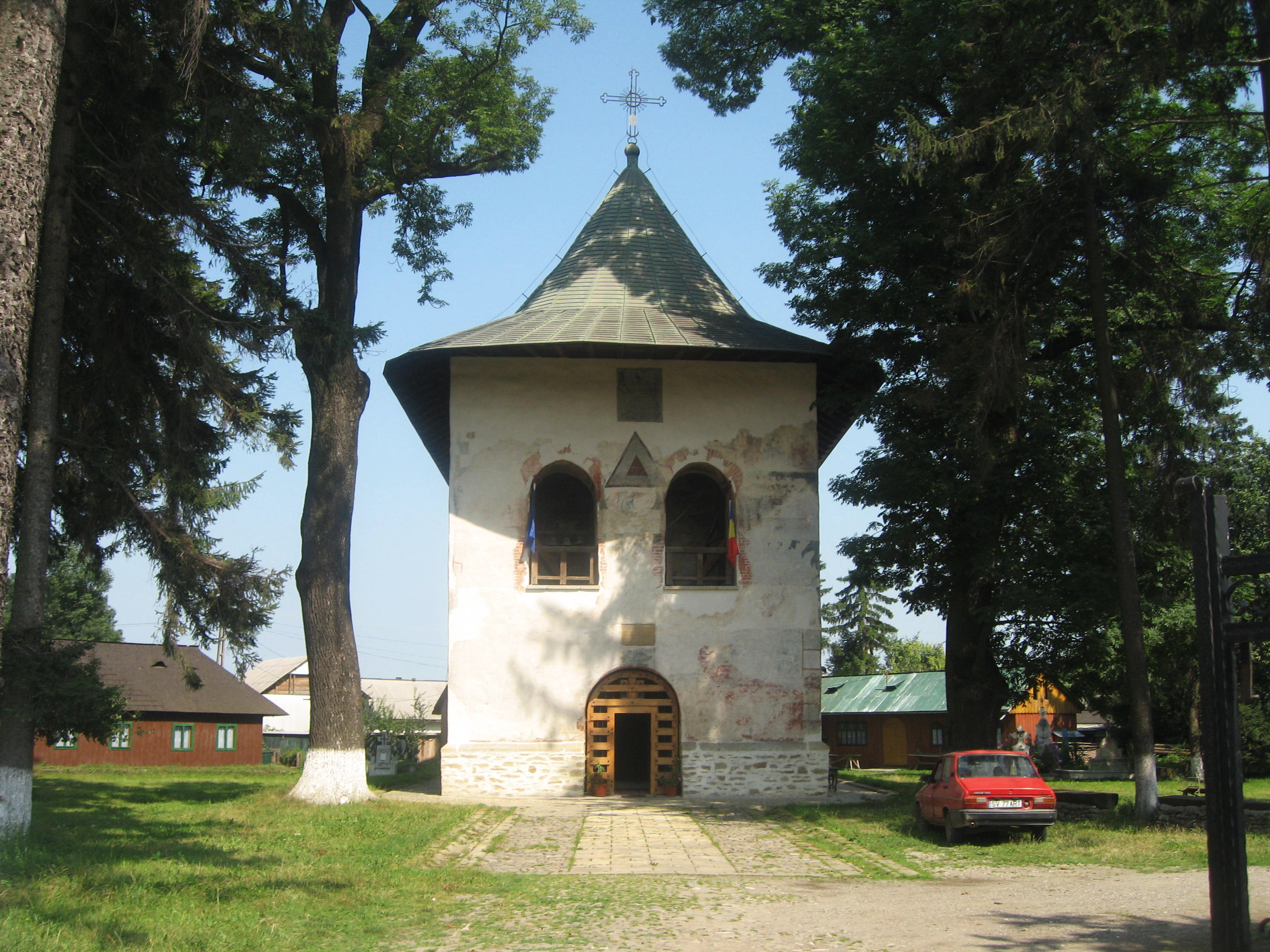
Biserica
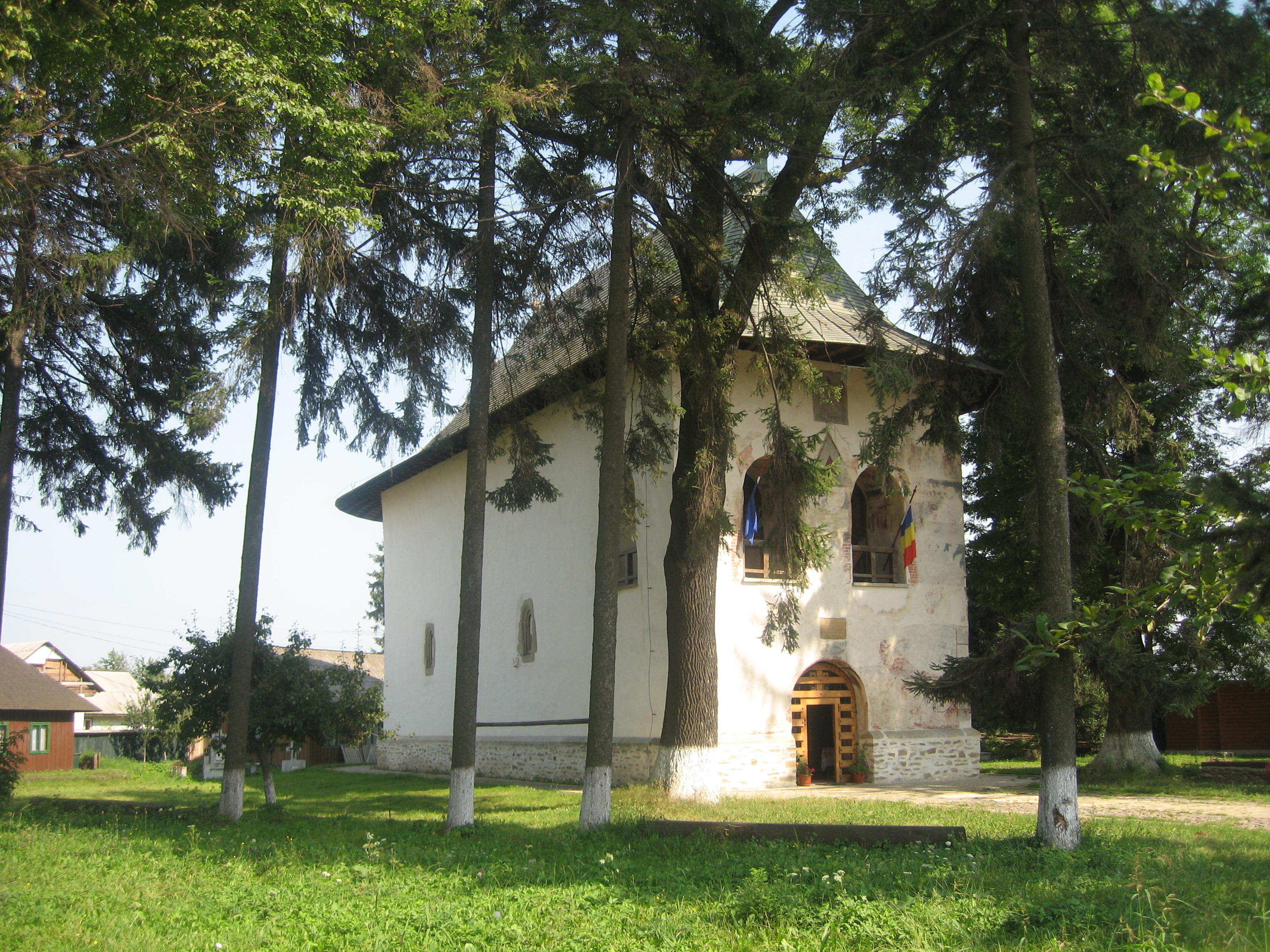
Biserica
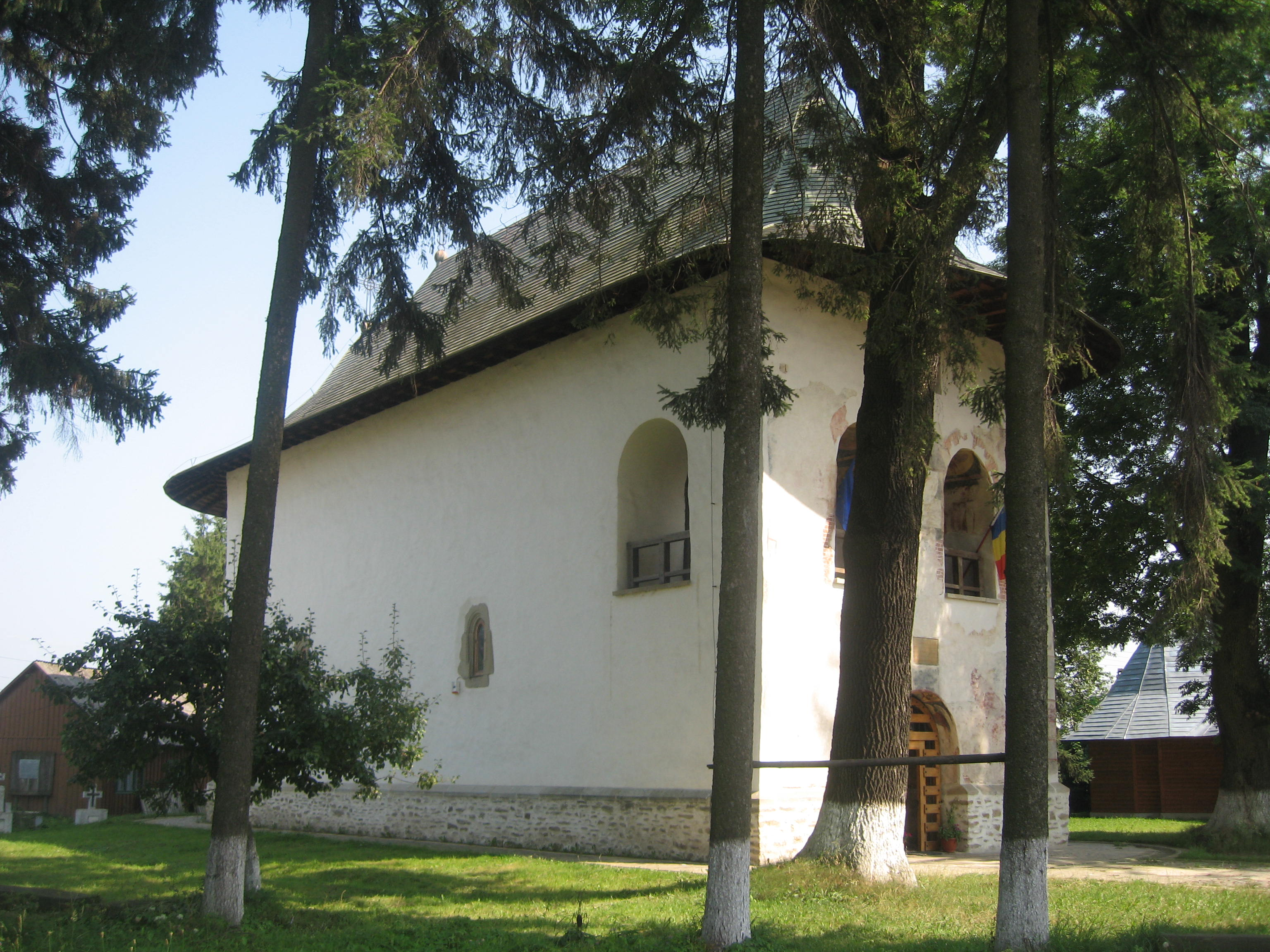
Biserica
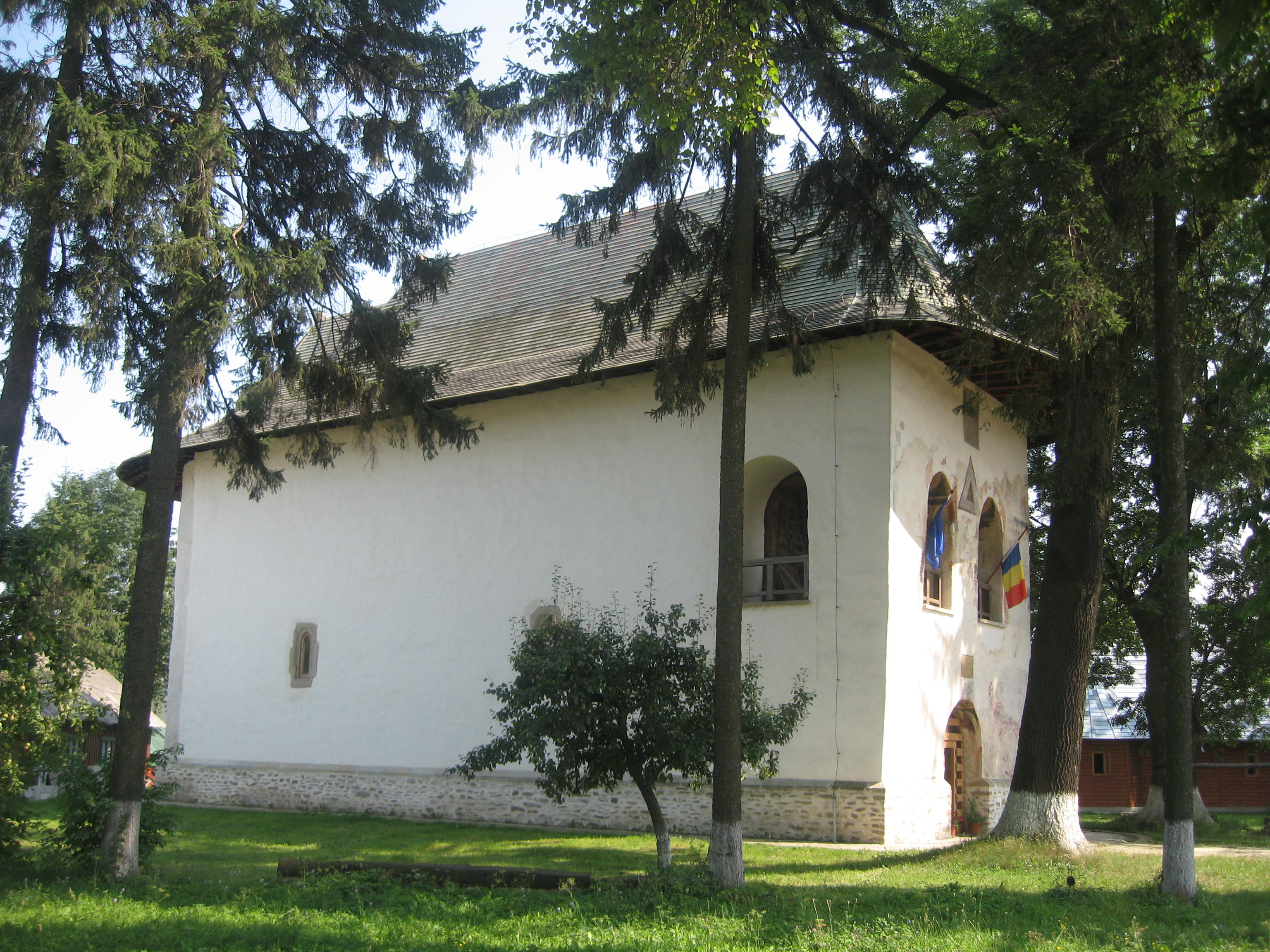
Biserica
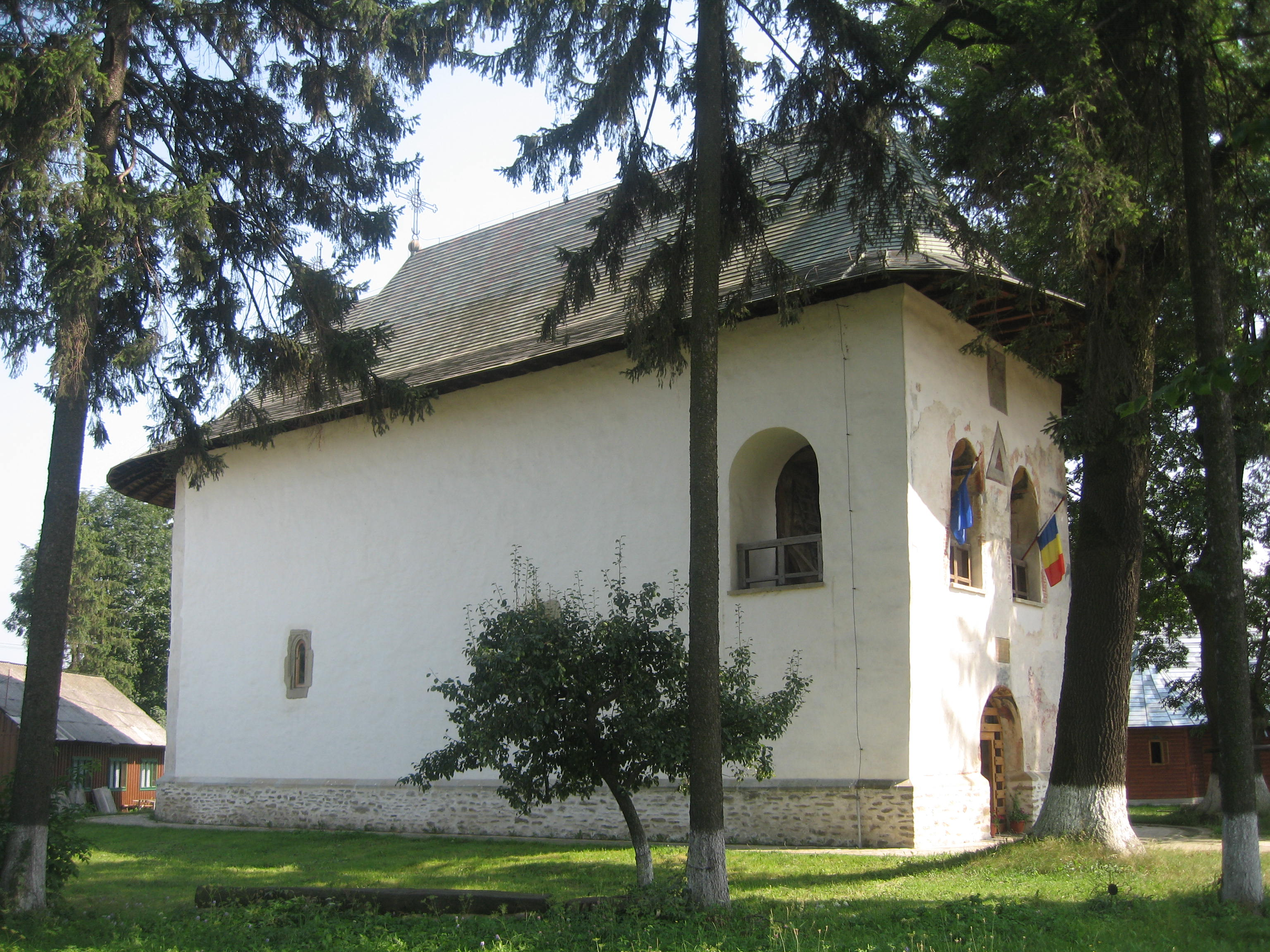
Biserica
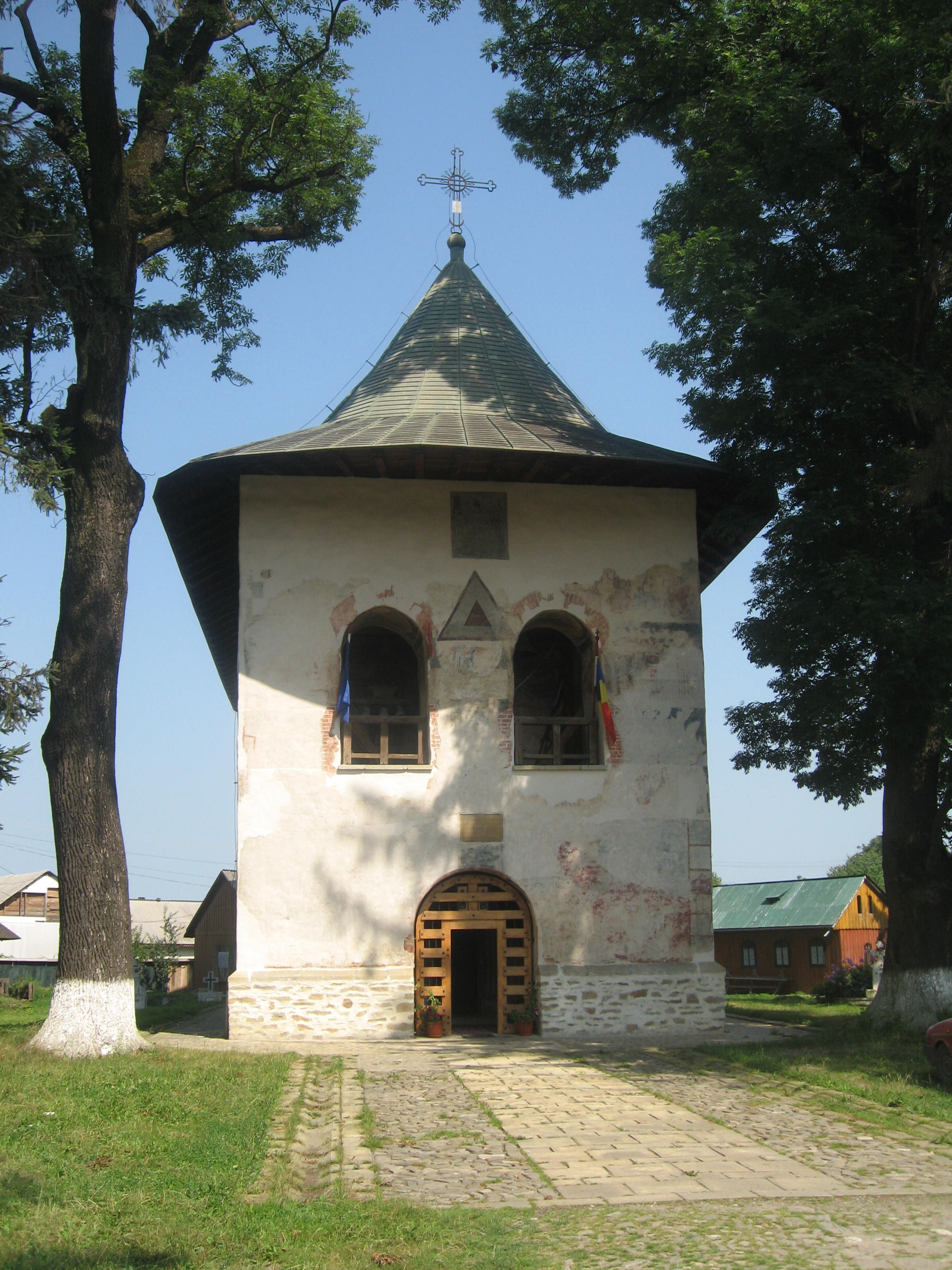
Biserica
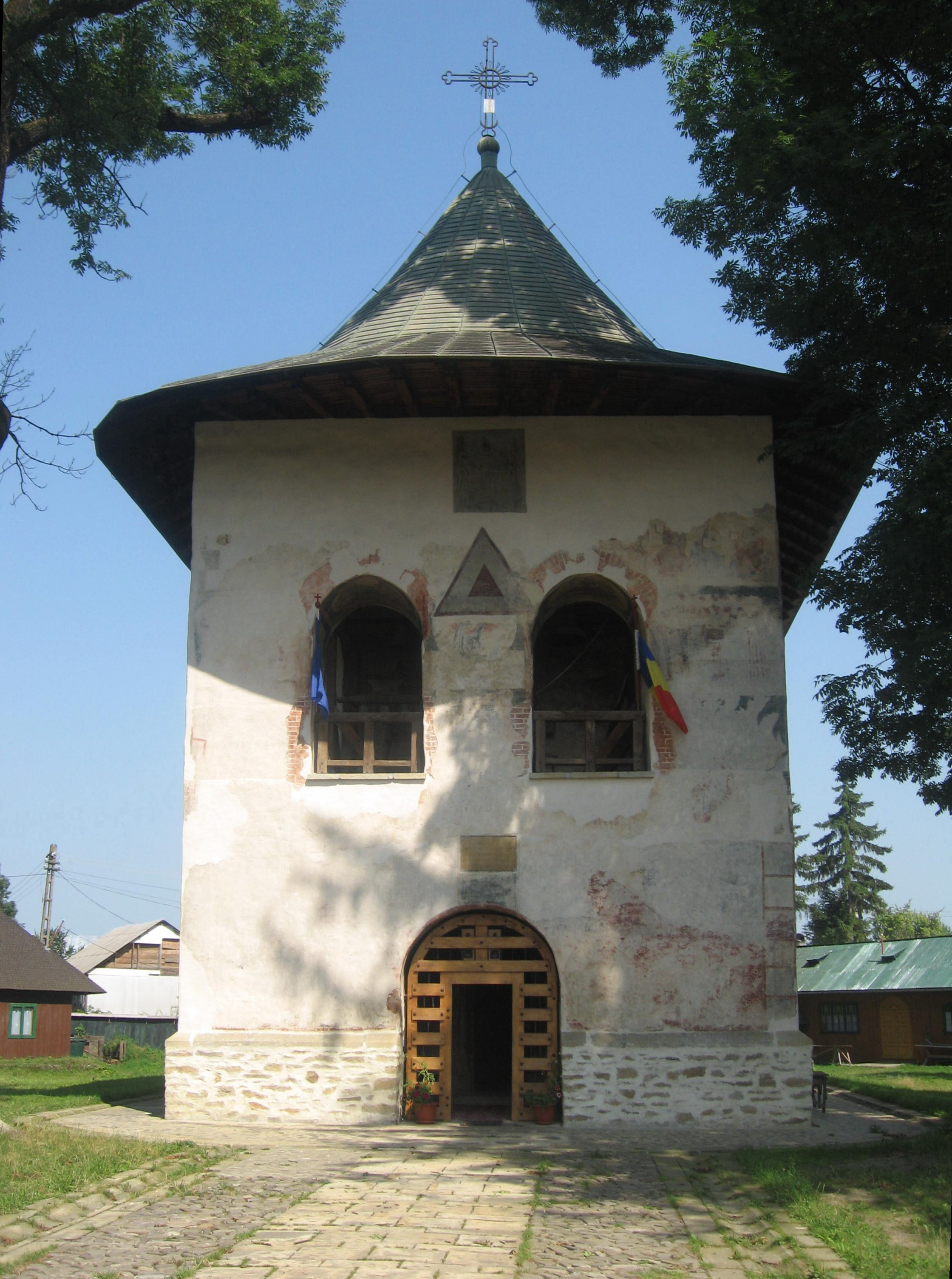
Biserica
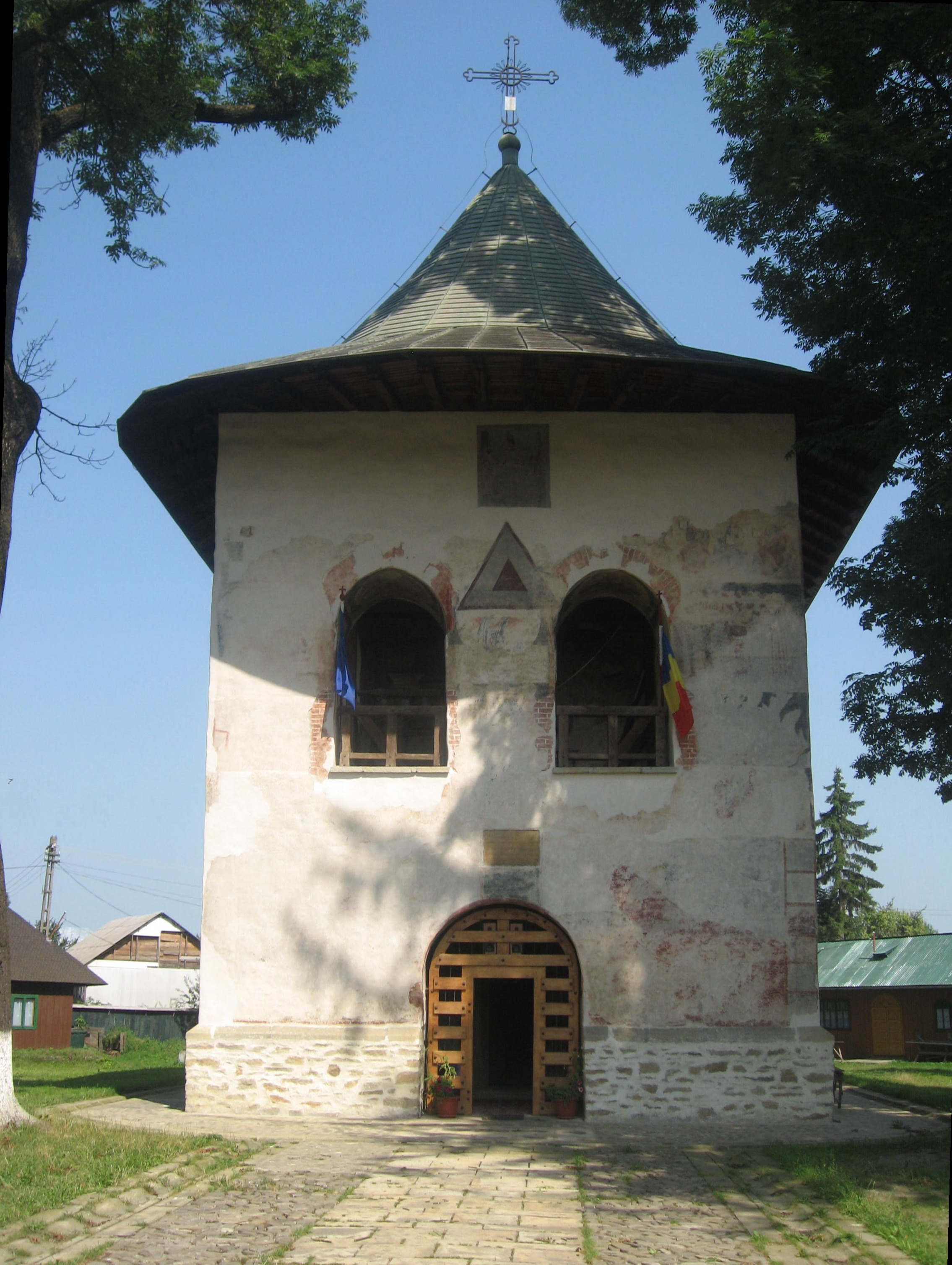
Biserica
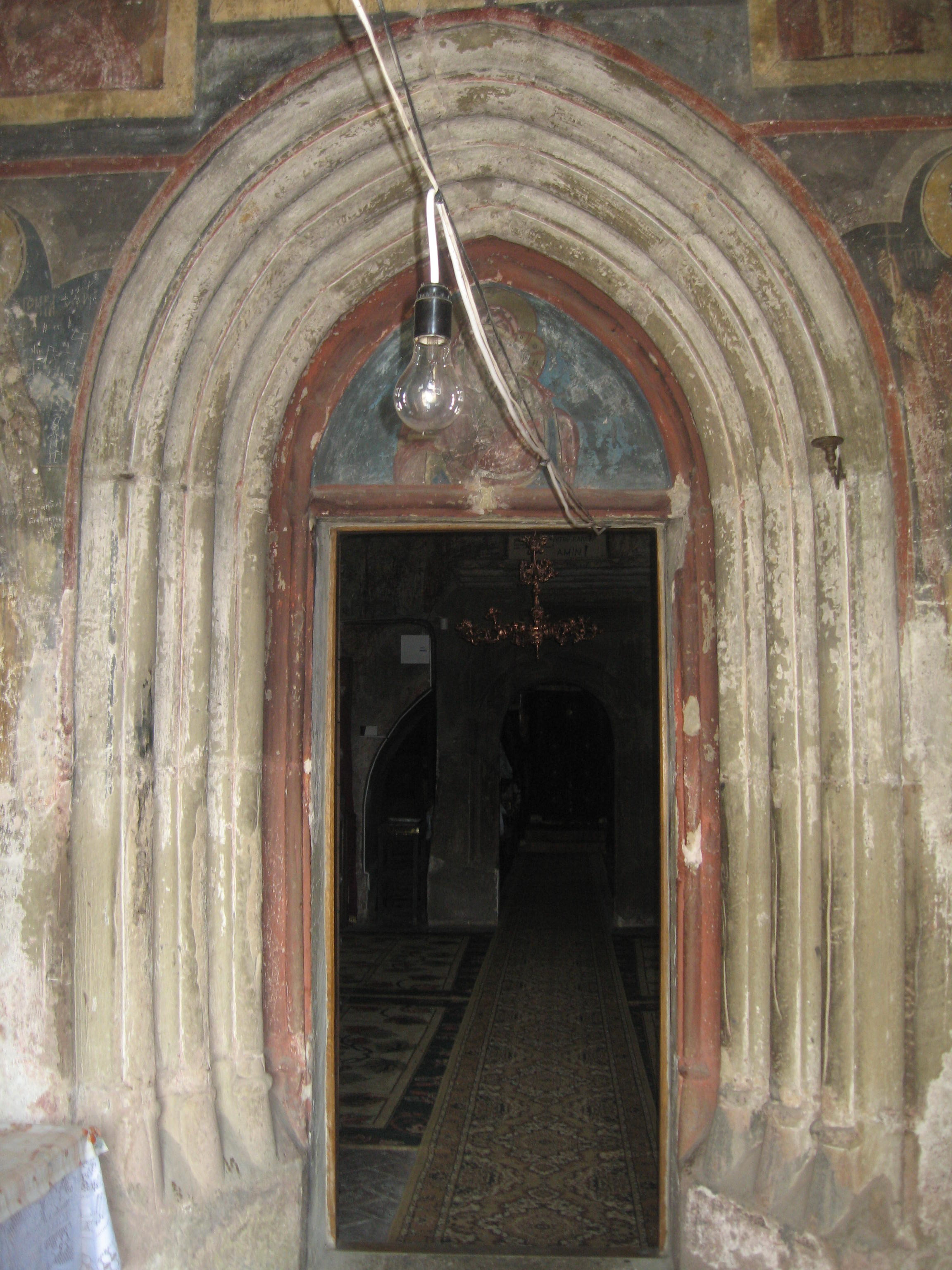
Portalul de intrare în biserică
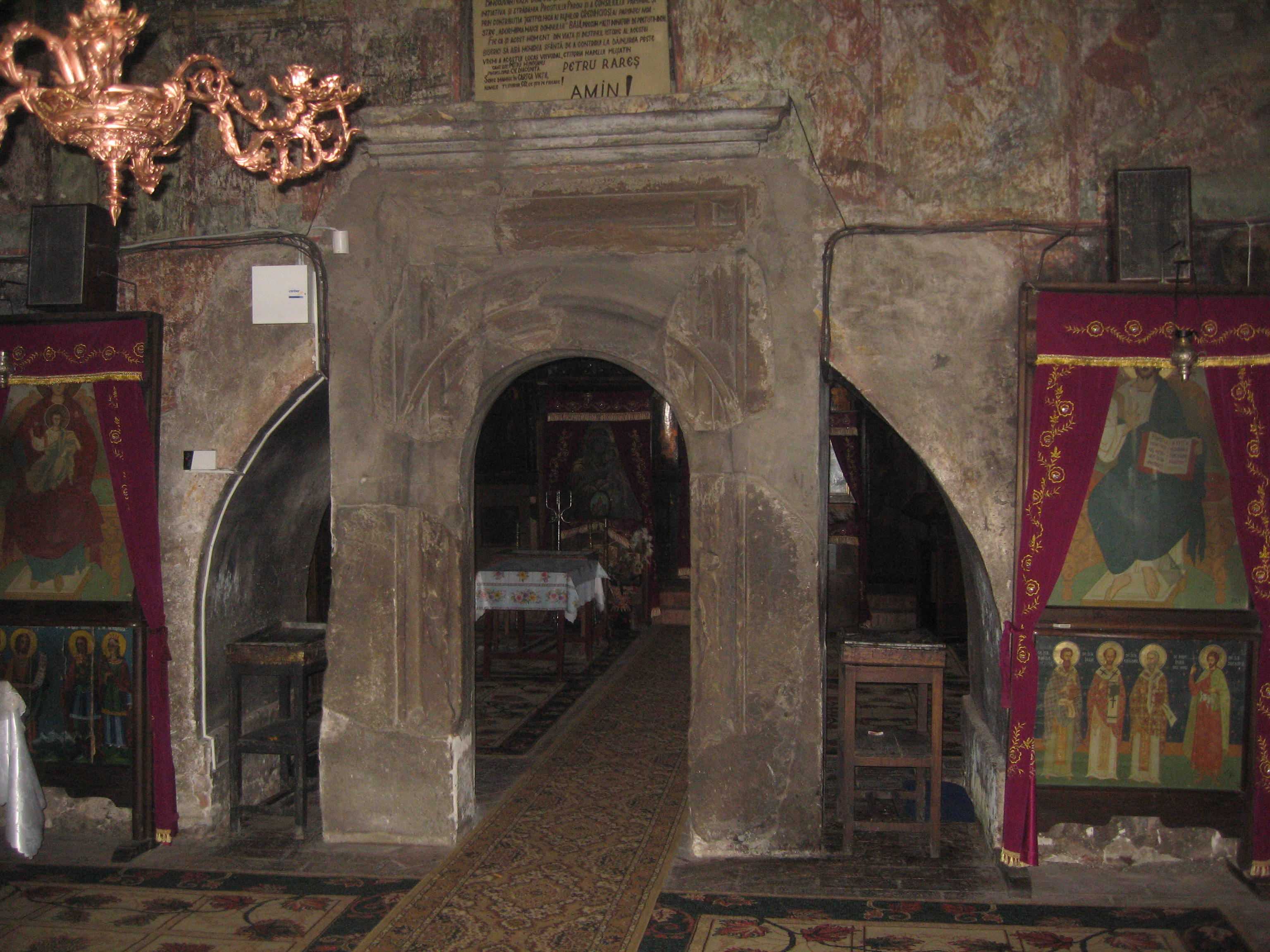
Deschiderea în peretele despărţitor dintre pronaos şi naos
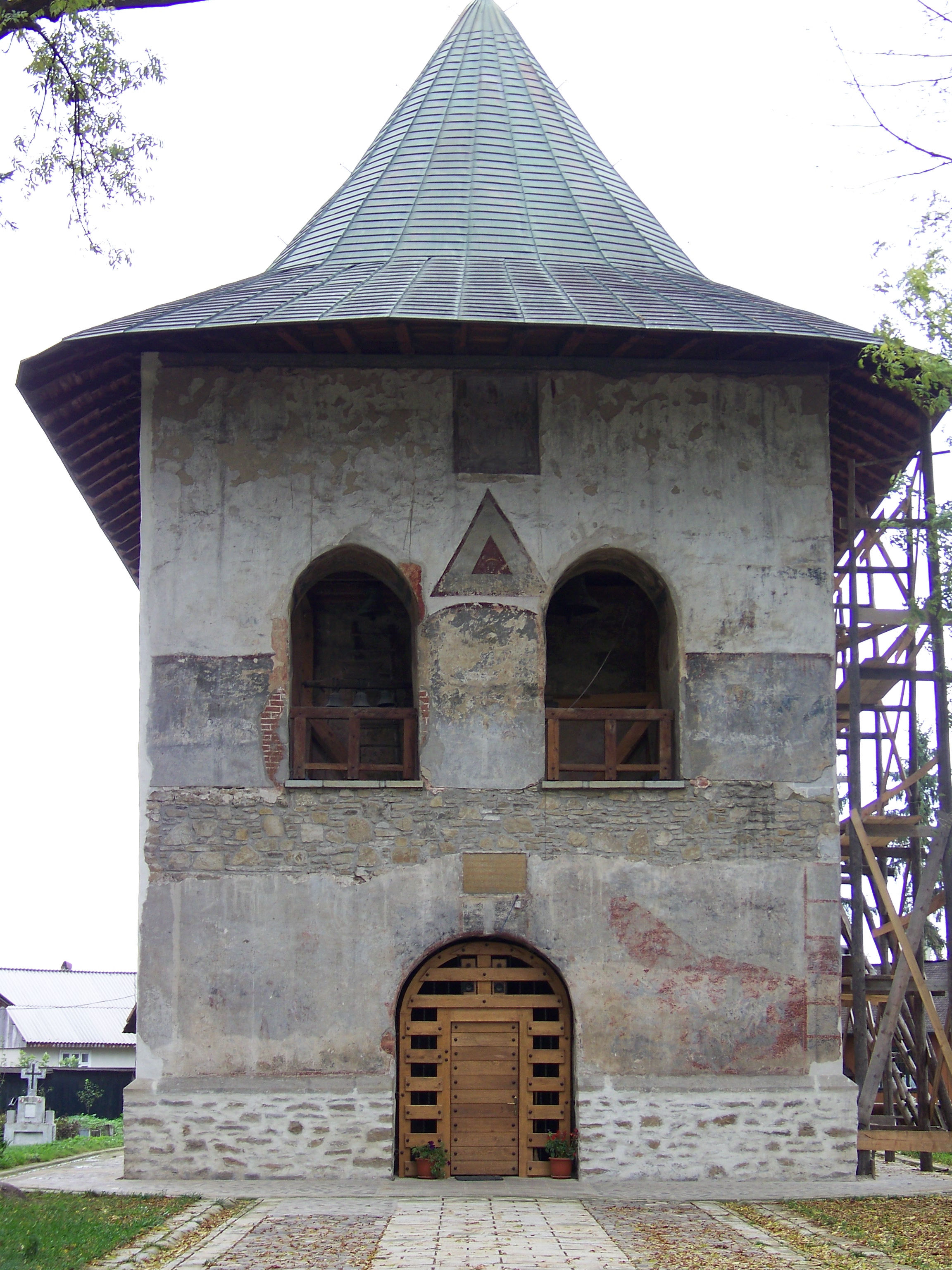
Biserica